# تراورس (کوهنوردی)

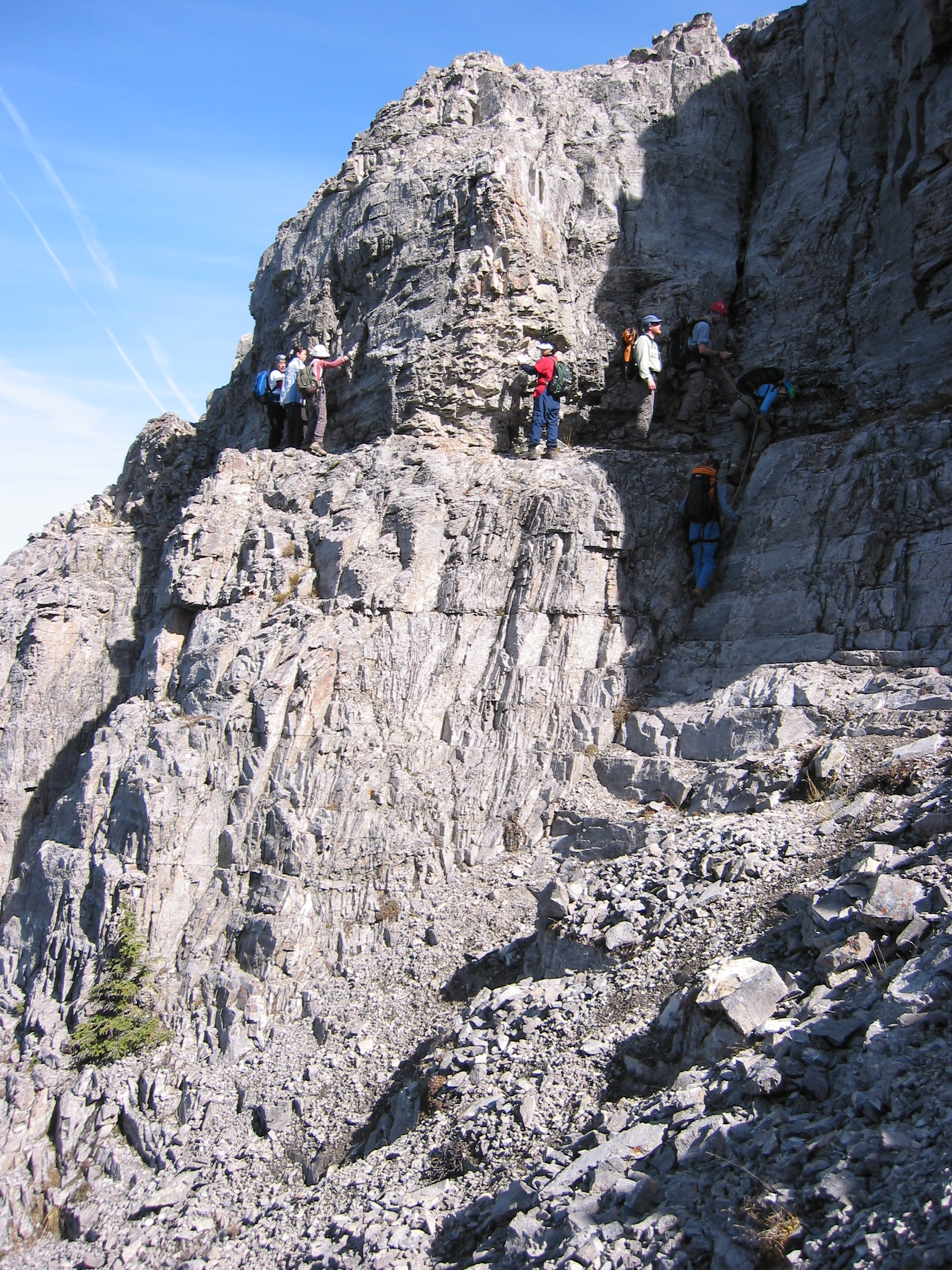
یک مسیر آشکار تراورس در کوه جان لوری.

تراورس به نوعی پیمایش در کوهنوردی و صعود گفته می‌شود که طی آن کوهنورد ارتفاعش را تقریباً تغییر نمی‌دهد و در همان ارتفاع به صورت افقی حرکت می‌کند تا در مسیر بهتری قرار گیرد.

## صعود
تراورس در سنگنوردی یک حرکت مفید برای گرم کردن است.
اگر دو کوهنورد هم‌طناب شده باشند برای حمایت از یک‌دیگر، فرد سرطناب هنگام تراورس باید ابتدا و انتهای مسیر تراورس را با ابزار میانی تثبیت کند تا نفر دوم هنگامی جمع‌آوری میانی‌ها تا پس از رد شدن از مسیر تراورس از حمایت و امنیت خوبی برخوردار باشد.